# Golubaya Dacha
Golubaya Dacha (del ruso: Голубая Дача) es un microdistrito perteneciente al distrito de Lázarevskoye de la unidad municipal de la ciudad-balneario de Sochi del krai de Krasnodar del sur de Rusia. 
Está situado en la zona noroeste del distrito, en la orilla izquierda de la desembocadura del corto río Neozhibannaya en el mar Negro, que le separa Golubaya Dacha de Sovet-Kvadzhe. 

## Historia
Aparece en los registros de las décadas de 1920 y 1930. En 1926 vivían en la localidad 100 personas. En 1928 eran 80 rusos y 43 ucranianos.

## Transporte

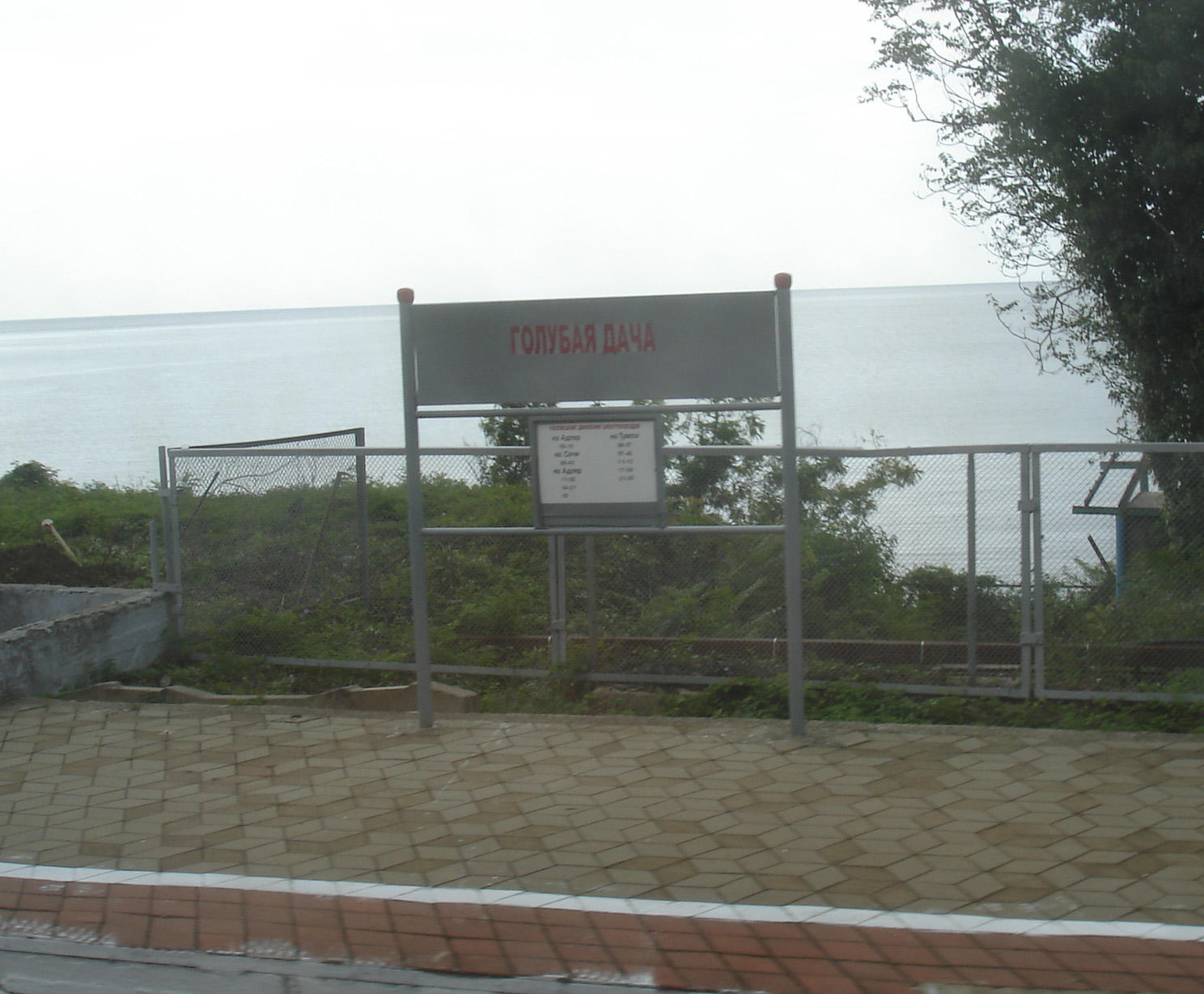
Plataforma ferroviaria de Golubaya Dacha.

La localidad cuenta con una plataforma ferroviaria en la línea Tuapsé-Sujumi del ferrocarril del Cáucaso Norte desde 1951. La carretera federal M27 constituye el eje este-oeste principal del microdistrito.

## Lugares de interés
La localidad cuenta con numerosos establecimientos hoteleros para los veraneantes en su playa y alrededores montañosos.